# Annie Sprinkle
Annie Sprinkle é uma sexóloga americana certificada, artista performática, ex-trabalhadora do sexo e defensora da saúde e trabalho sexual. Sprinkle trabalhou como trabalhadora do sexo, educadora sexual, stripper feminista, atriz de filmes pornográficos e como produtora e diretora de filmes sexuais. Em 1996, com o seu doutoramento em sexualidade humana do Instituto de Estudos Avançados da Sexualidade Humana em São Francisco, ela se tornou a primeira estrela pornô a obter um doutoramento. Identificando-se como ecossexual, Sprinkle é conhecida por seu estilo de autoajuda de pornografia, ensinando as pessoas sobre o prazer, e por seu filme pornográfico convencional Deep Inside Annie Sprinkle (1981). Com a sua produção de conteúdos pornô combinados com ideias feministas, Sprinkle contribuiu para a pornografia feminista. Ela é vista como uma grande propulsora da ascensão do movimento pós-pornografia e da pornografia lésbica.

## Biografia
Annie Sprinkle nasceu na Filadélfia, Estados Unidos em 23 de julho de 1954. Em 1996, com o seu doutoramento em sexualidade humana pelo Instituto de Estudos Avançados da Sexualidade Humana em São Francisco, tornou-se a primeira estrela pornográfica a obter um doutoramento.

## Obras publicadas
- Post Porn Modernist (1991)

- Hardcore from the Heart: The Pleasures, Profits and Politics of Sex in Performance (1997)

- Spectacular Sex: Lessons from the Life of an Orgasm Activist (2005)

- The Explorer’s Guide to Planet Orgasm (2017), com Beth Stephens

## Filmografia selecionada
- Deep Inside Annie Sprinkle (1981)

- Annie Sprinkle’s Herstory of Porn (1989)

- Post Porn Modernist (1991)

- Annie Sprinkle’s Amazing World of Orgasm (2004)

- Goodbye Gauley Mountain: An Ecosexual Love Story (2013), com Beth Stephens